# Symphytognatha globosa
Symphytognatha globosa är en spindelart som beskrevs av Hickman 1931. Symphytognatha globosa ingår i släktet Symphytognatha och familjen Symphytognathidae.
Artens utbredningsområde är Tasmanien. Inga underarter finns listade i Catalogue of Life.